# Ligne de Mateur à Tamera
La ligne de Mateur à Tamera est une ligne de chemin de fer du nord de la Tunisie.